# Primera División de Argentina
Primera División de Argentina (eller "Liga Profesional de Fútbol") er den bedste fodboldrække i Argentina, hvori klubberne spiller om det argentinske mesterskab. Turneringen arrangeres af Argentinas fodboldforbund og har været afholdt siden år 1893. Ligaen er, ifølge det af FIFA anerkendte fodboldstatistik-site IFFHS, den tredjestærkeste fodboldliga i verden pr. 2010.
Som i så mange andre latinamerikanske lande kåres der i den argentinske liga en mester hvert halve år, i modsætning til den europæiske model med én mester pr. år. Hvert efterår spiller holdene om Torneo Aperture (Åbningsturneringen), mens der om foråret spilles om Torneo Clausura (Afslutningsturneringen). Begge turneringer spilles over 19 kampe, hvor hvert hold møder hinanden én gang. Nedrykning til den næstbedste række, Primera B Nacional, bliver dog udregnet over begge turneringer.
Halvårsmesterskabet blev indført i 1991. Mellem 1967 og 1985 blev der afviklet to separate ligaer, kaldet National- og Metropolitanligaerne.
Det mest succesfulde hold er CA River Plate, der har vundet hele 33 mesterskaber.

## Vindere
Følgende er en liste over de argentinske fodboldmestre, siden ligaen blev professionel i 1931:

### 1931-1966
- 1931: Boca Juniors
- 1932: River Plate
- 1933: San Lorenzo de Almagro
- 1934: Boca Juniors
- 1935: Boca Juniors
- 1936: River Plate
- 1937: River Plate
- 1938: Independiente
- 1939: Independiente
- 1940: Boca Juniors
- 1941: River Plate
- 1942: River Plate
- 1943: Boca Juniors
- 1944: Boca Juniors
- 1945: River Plate
- 1946: San Lorenzo de Almagro
- 1947: River Plate
- 1948: Independiente
- 1949: Racing
- 1950: Racing
- 1951: Racing
- 1952: River Plate
- 1953: River Plate
- 1954: Boca Juniors
- 1955: River Plate
- 1956: River Plate
- 1957: River Plate
- 1958: Racing
- 1959: San Lorenzo de Almagro
- 1960: Independiente
- 1961: Racing
- 1962: Boca Juniors
- 1963: Independiente
- 1964: Boca Juniors
- 1965: Boca Juniors
- 1966: Racing

### Dobbeltligasystemet 1967-1985
| Metropolitanligaen: - 1967: Estudiantes de La Plata - 1968: San Lorenzo de Almagro - 1969: Chacarita Juniors - 1970: Independiente - 1971: Independiente - 1972: San Lorenzo de Almagro - 1973: Huracán - 1974: Newell's Old Boys - 1975: River Plate - 1976: Boca Juniors - 1977: River Plate - 1978: Quilmes - 1979: River Plate - 1980: River Plate - 1981: Boca Juniors - 1982: Ferro Carril Oeste - 1983: Independiente - 1984: Argentinos Juniors - 1985: Ikke afholdt | Nationalligaen: - 1967: Independiente - 1968: Vélez Sársfield - 1969: Boca Juniors - 1970: Boca Juniors - 1971: Rosario Central - 1972: San Lorenzo de Almagro - 1973: Rosario Central - 1974: San Lorenzo de Almagro - 1975: River Plate - 1976: Boca Juniors - 1977: Independiente - 1978: Independiente - 1979: River Plate - 1980: Rosario Central - 1981: River Plate - 1982: Estudiantes de La Plata - 1983: Estudiantes de La Plata - 1984: Ferro Carril Oeste - 1985: Argentinos Juniors |

### 1986-91
- 1986: River Plate
- 1987: Rosario Central
- 1988: Newell's Old Boys
- 1989: Independiente
- 1990: River Plate
- 1991: Newell's Old Boys

### 1992- (Halvårsmesterskabet)
| Apertura: - 1992: River Plate - 1993: Boca Juniors - 1994: River Plate - 1995: River Plate - 1996: Vélez Sársfield - 1997: River Plate - 1998: River Plate - 1999: Boca Juniors - 2000: River Plate - 2001: Boca Juniors - 2002: Racing - 2003: Independiente - 2004: Boca Juniors - 2005: Newell's Old Boys - 2006: Boca Juniors - 2007: Estudiantes de La Plata - 2008: Lanús - 2009: Boca Juniors - 2010: Banfield - 2011: Estudiantes de La Plata - 2012: Boca Juniors | Clausura: - 1992: Newell's Old Boys - 1993: Vélez Sársfield - 1994: Independiente - 1995: San Lorenzo de Almagro - 1996: Vélez Sársfield - 1997: River Plate - 1998: Vélez Sársfield - 1999: Boca Juniors - 2000: River Plate - 2001: San Lorenzo de Almagro - 2002: River Plate - 2003: River Plate - 2004: River Plate - 2005: Vélez Sársfield - 2006: Boca Juniors - 2007: San Lorenzo de Almagro - 2008: River Plate - 2009: Vélez Sársfield - 2010: Argentinos Juniors - 2011: Vélez Sársfield - 2012: Arsenal |

Inicial, Final y Partido Final de Campeonato:
- 2013 inicial: Vélez Sársfield
- 2013 final: Newell's Old Boys
- 2013 campeonato: Vélez Sársfield
- 2014 inicial: San Lorenzo de Almagro
- 2014 final: River Plate

Torneo Transición:
- 2014: Racing

Primera División:
- 2015: Boca Juniors
- 2016: Lanús
- 2016-17: Boca Juniors

Superliga Argentina de Fútbol:
- 2017-18: Boca Juniors
- 2018-19: Racing Club
- 2019-20: Boca Juniors

Liga Profesional de Fútbol:
- 2021: River Plate
- 2022: Boca Juniors